# Т-образное оперение
Т-образное хвостовое оперение — это схема в авиации, в которой горизонтальное оперение прикреплено к верхней части вертикального. Если смотреть спереди или сзади самолёта, оно напоминает букву «Т», от чего и получило название.

## История
Впервые Т-образное оперение было применено в 50-60х годах. Особенно много самолётов с ним выпускалось в СССР. Например: Ту-154, Ил-76, Ту-134 и Ил-62. В настоящее время активнее используется другой тип оперения, как на Boeing-737 (название неизвестно)